# Bartolomeo Ammannati
Bartolomeo Ammannati (Settignano, 15 giugno 1511 – Firenze, 13 aprile 1592) è stato uno scultore e architetto italiano.

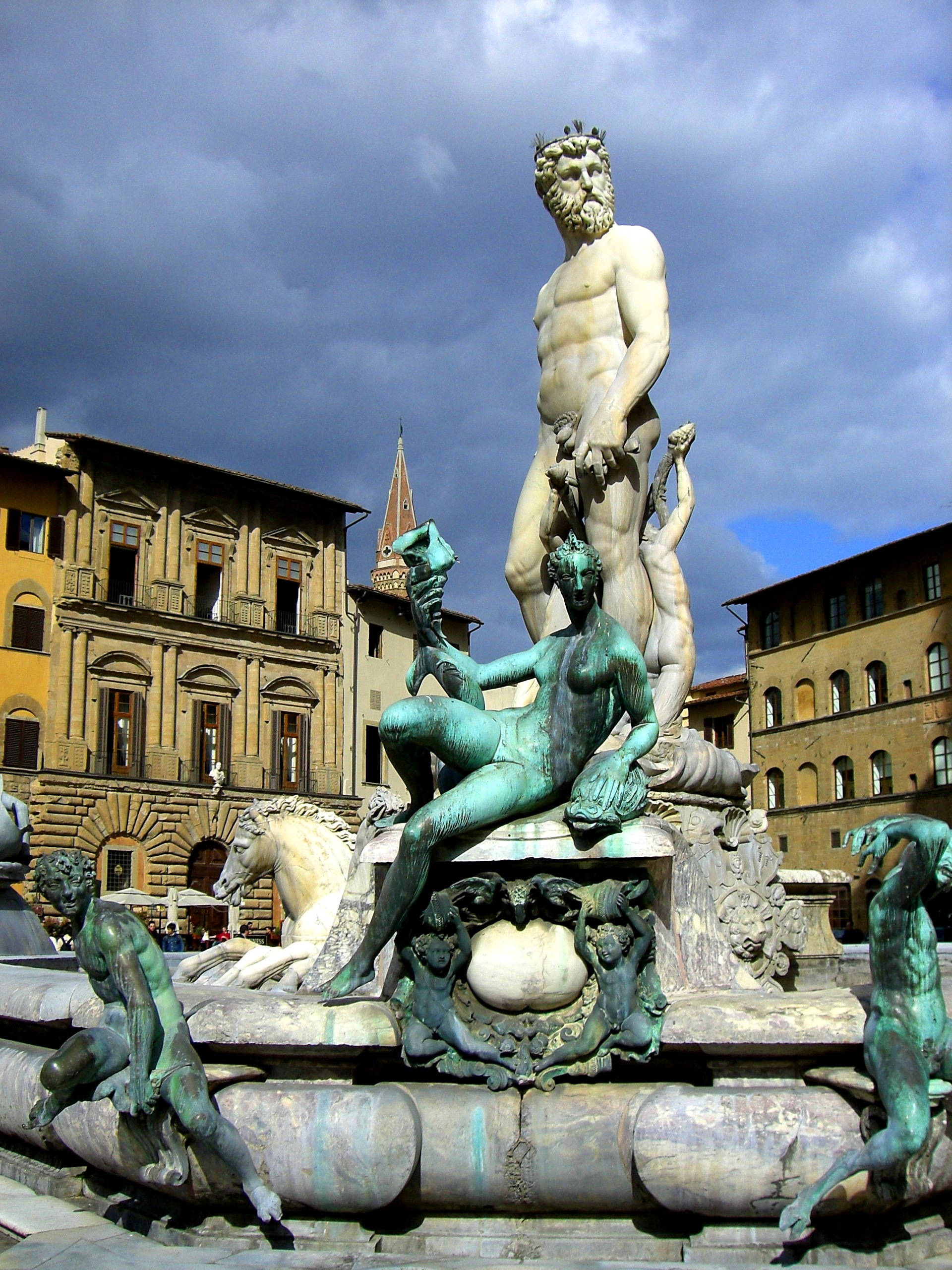
Fontana del Nettuno a Firenze

Artista fra i più notevoli e inquieti del suo secolo, Ammannati fu un tipico interprete del manierismo più "intellettuale", destinato alle élite delle raffinate corti principesche, e amante della "bella maniera" italiana, della quale fu un valido continuatore. Formatosi come scultore, la sua opera, dopo l'iniziale successo, fu criticata da alcuni contemporanei, ottenendo giudizi poco entusiasti fino alla sua riscoperta recente da parte della critica moderna. Come architetto invece fu un instancabile innovatore, capace di soluzioni ardite e scenografiche, che lasceranno un segno nel lessico architettonico europeo. Nella fase più matura si accostò al mondo dei Gesuiti, sia spiritualmente, che professionalmente. Sulla base delle pressanti istanze religiose e moralistiche dell'ordine, giunse a condannare le sue posizioni giovanili, abbracciando lo spirito della controriforma.

## Biografia

### Origini e formazione

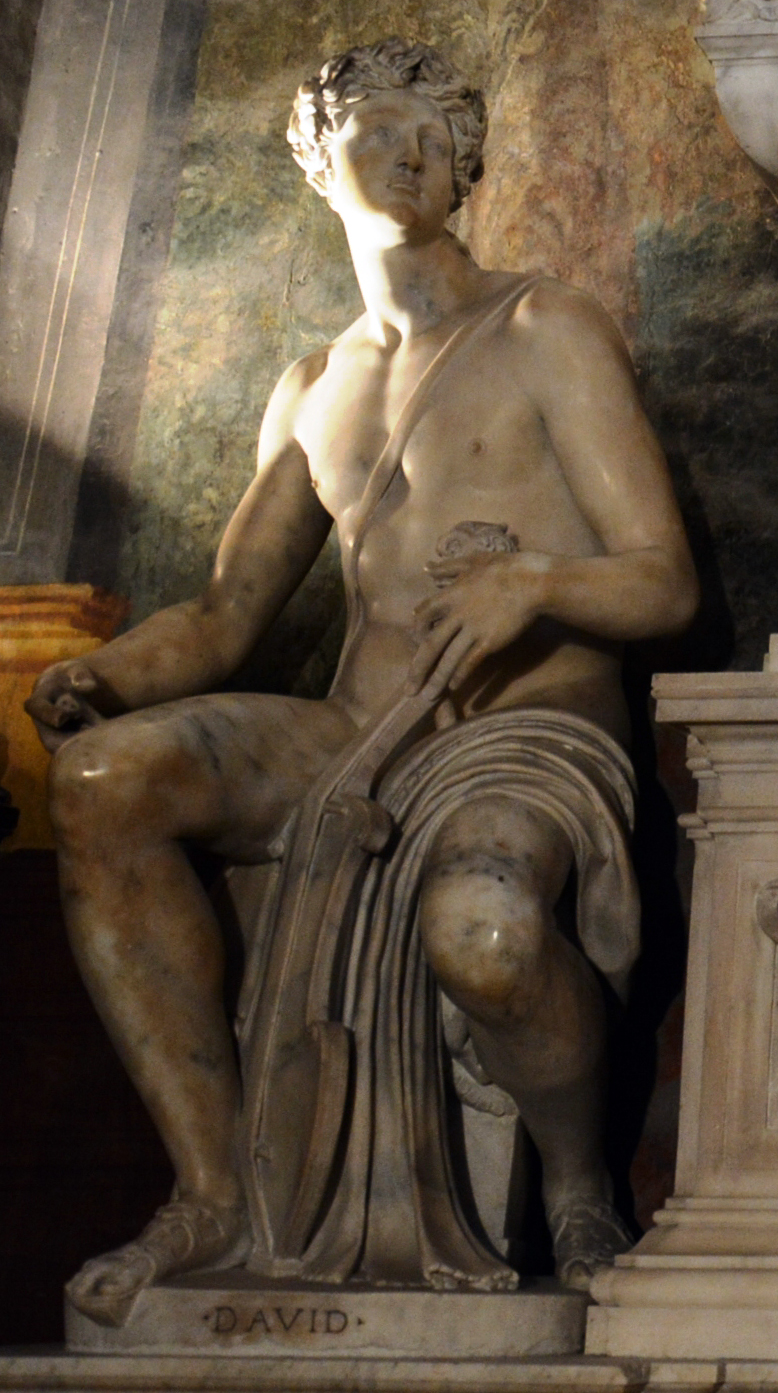
Apollo nella tomba Sanazzaro a Napoli

Nato a Settignano (Firenze) nel 1511, rimase orfano di padre a dodici anni e per vivere entrò nella bottega di Baccio Bandinelli. Intorno al 1530 si recò a Venezia attratto dalla fama di Jacopo Sansovino, che ebbe modo di conoscere. Lavori di scultura di questo primo periodo, ricordati da Raffaello Borghini, il suo principale biografo, sono per lo più perduti, come il rilievo con Dio Padre e angeli per il Duomo di Pisa e una Leda per Guidobaldo II Della Rovere, mentre restano un San Nazario, un David e una Giuditta (originariamente scolpiti come Apollo e Minerva) alla tomba di Jacopo Sannazaro nella chiesa di Santa Maria del Parto a Mergellina (Napoli).
Nel 1537 tornò a Venezia, dove collaborò con Jacopo Sansovino alla decorazione della Libreria di San Marco, scolpendo un Nettuno (distrutto per un crollo nel 1750) e ad alcuni rilievi in archi e sottarchi, probabilmente quelli più vicini al campanile. Nel 1544 si trasferì poi a Padova, dove entrò sotto la protezione di Marco Mantua Benavides e per il cui palazzo scolpì un Ercole, un Giove e un Apollo ancora nelle nicchie in loco. Nel 1546 nello stesso palazzo disegnò probabilmente l'arco e, lo stesso anno, progettò il sepolcro per il Mantua Benavides nella chiesa degli Eremitani. Forse anche palazzo Trevisan-Mion, situato ora in via degli Zabarella 82, è da attribuirglisi.

### A Roma

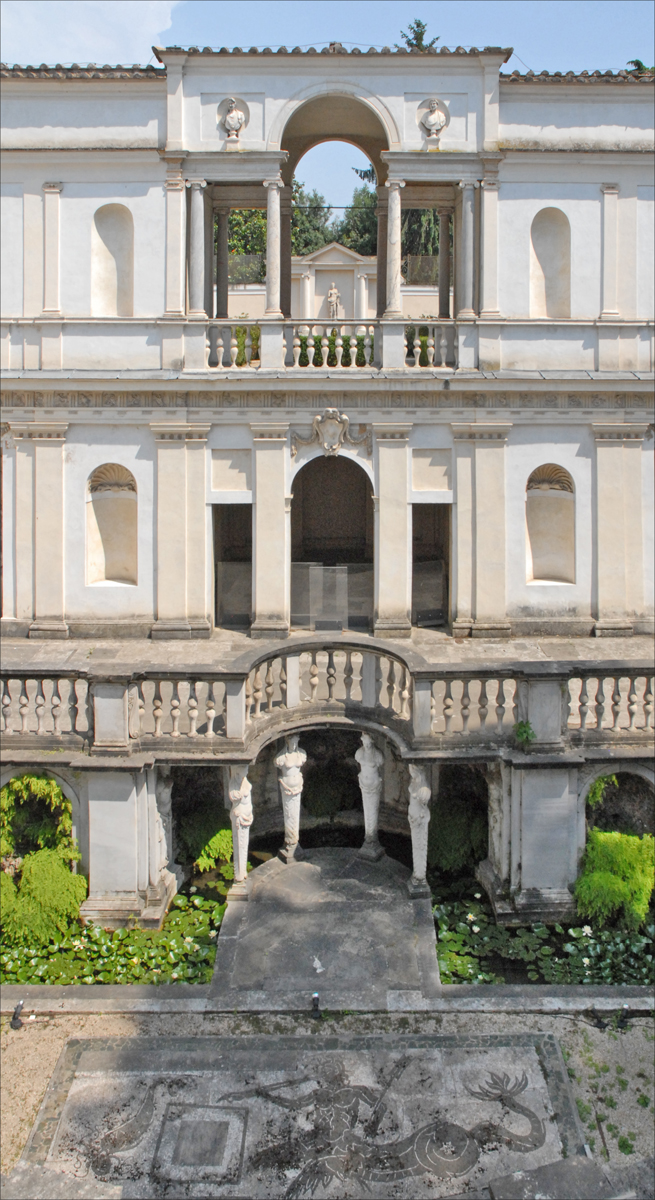
Il ninfeo di villa Giulia

Nel 1550 sposò ad Urbino la poetessa Laura Battiferri, con la quale non ebbe figli ma rimase amorevolmente legato tutta la vita, e si trasferì a Roma alla corte di Giulio III, presentato da Vasari. Quest'ultimo gli procurò come primo incarico la realizzazione della statuaria della cappella di Antonio e Fabiano del Monte in San Pietro in Montorio, alla cui architettura aveva lavorato Vasari stesso. Realizzò quindi, entro il 1553, i giacenti di Antonio e di Fabiano e le allegorie della Giustizia e della Religione, in cui si rileva già un addolcimento dei modi michelangioleschi allora dominati, secondo stilemi appresi dal Sansovino.
Studioso di "cose antiche", a Roma l'Ammannati entrò nei circoli del Vignola, col quale mise a punto le sue prime prove documentate come architetto: dal 1552 a villa Giulia, la nuova villa del papa sulla via Flaminia, accanto ai suoi due protettori Vasari e Vignola, poi fece un modello in legno per la fonte all'angolo di via dell'Arco oscuro (inglobata poi con modifiche nel casino di Pio IV, e in particolare sovrintese ai lavori di una parte del secondo cortile della villa e del loggiato intermedio, dove scolpì il proprio nome su un pilastro. In particolare creò il ninfeo, con fontane e grotte a tre livelli che costituiscono l'elemento "sorpresa" del cortile, secondo un gusto tipico del manierismo.
Ancora per il papa curò il restauro e l'ammodernamento del palazzo Cardelli in Campo Marzio, poi detto "di Firenze", che aveva acquistato nel 1553.

### Rientro a Firenze

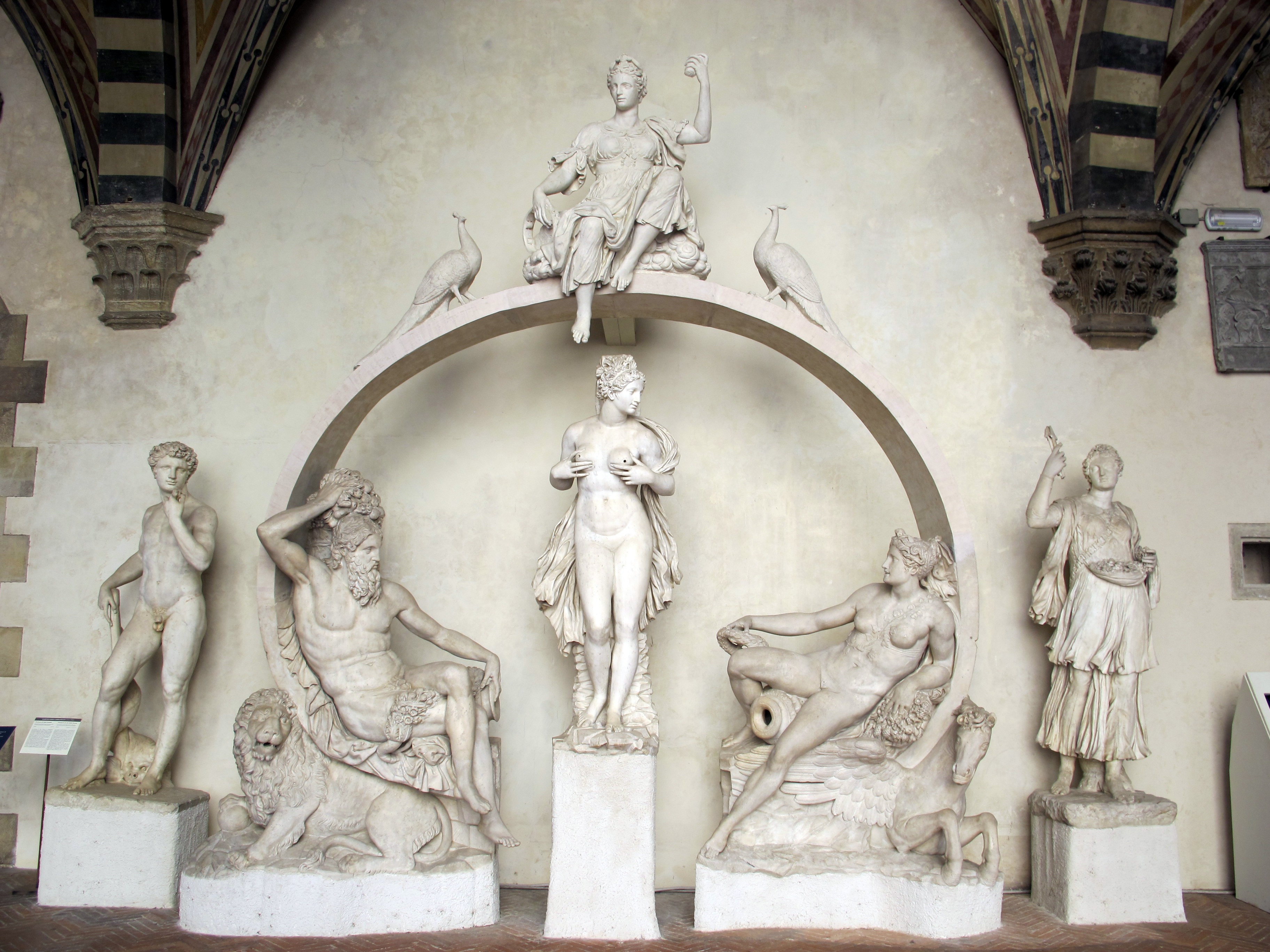
Ricostruzione della fontana di Sala Grande

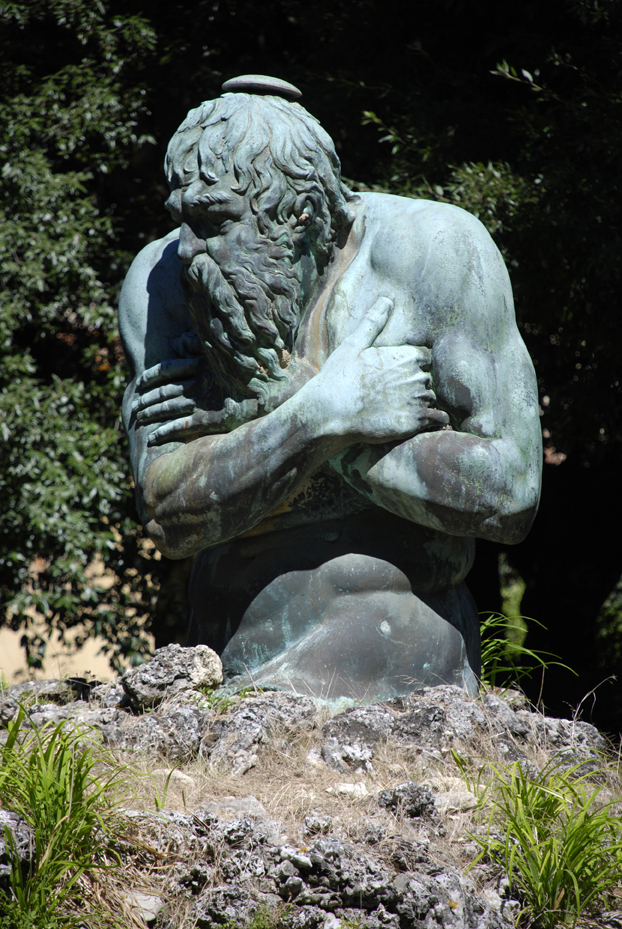
Appennino oppure Gennaio o Inverno nella villa di Castello, opera di Bartolomeo Ammannati

Nel 1555, alla morte di Giulio III, se ne tornò a Firenze, dove l'aveva mandato a chiamare Vasari, già da un anno trasferitosi alla corte di Cosimo I de' Medici. Il primo lavoro che attese fu quello di una grande fontana detta di Giunone da collocare in palazzo Vecchio, nel salone dei Cinquecento, dirimpetto alla tribuna del Bandinelli. Fu un'opera travagliata, che finì per essere collocata da Francesco I nel giardino di Pratolino. Le statue dell'insieme (l'Arno, la Fonte del Parnaso, Allegoria di Firenze, la Maturità del Consiglio e la Terra), scolpite tra il 1555 e il 1561, furono definite da Michelangelo una "bella fantasia", e solo recentemente sono state riunite nel cortile del Bargello.
Nel 1559 partecipò al concorso per un'altra fontana, destinata ad essere la prima pubblica di Firenze, da collocare in piazza della Signoria, a culmine dell'importante costruzione di un acquedotto che dalla collina a sud della città portava acqua salubre nella parte nord, passando sotto l'Arno. L'Ammannati, favorito da Eleonora di Toledo, risultò vincitore contro Benvenuto Cellini, il Giambologna e Vincenzo Danti (mentre il Bandinelli era appena scomparso), iniziando le fondazioni dell'opera il 10 marzo 1563 e inaugurandola nel 1577. Si tratta della fontana del Nettuno, composta da una vasca dal disegno elegantissimo, dal cocchio del dio e dalla sua statua colossale, la terza e ultima in ordine cronologico tra i giganti ammannatiani, dopo quello (perduto) per la Marciana e quello per il giardino di Marco Mantova Benavides, a Padova.
Il Nettuno però, citando il vicino David di Michelangelo, fu aspramente criticato, non solo dai rivali (aspro il commento del Cellini, che nella sua autobiografia descrisse l'artista come il "degno" seguace dell'odiato Baccio Bandinelli), ma anche dagli intellettuali di corte (il Borghini scrisse come "[non poté] far mostrare alla sua figura attitudine con le braccia alzate; ma fu costretto a farla con grande difficultà come oggi si vede") e anche dal popolo minuto, che coniò per la statua l'appellativo di "Biancone" con cui ancora oggi è nota, intendendo come l'unica cosa che colpisce di essa è il bianco del marmo, oltre al ritornello canzonatorio "Ammannato, Ammannato, quanto marmo hai sciupato!". Solo in tempi recenti la sua opera è stata oggetto di rivalutazione, sottolineandone le novità anticlassiche e la sintesi tra il titanismo di Michelangelo e le dolcezze di matrice veneta.
Nonostante le critiche continuò a lavorare anche ad altre fontane e statue da giardino, quali il gruppo di Ercole e Anteo per la fontana del Tribolo, e la statua dell'Appennino (detta anche Gennaio, 1563-1565), tutte nei giardini della villa di Castello.

### Architetto per Cosimo I
Nel 1563 Cosimo I de' Medici fondò l'Accademia e Compagnia dell'Arte del Disegno di cui Ammannati fu eletto membro.

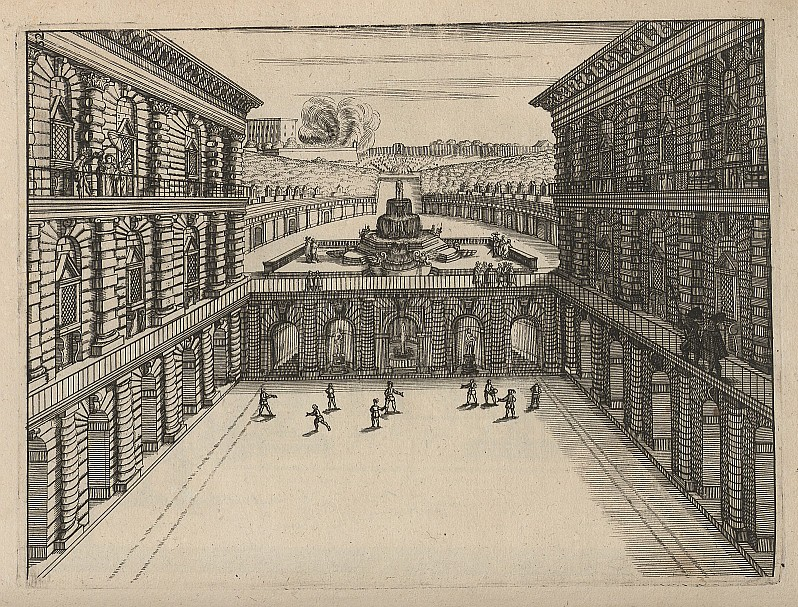
Il cortile di Palazzo Pitti in un'incisione d'epoca

Nominato artista ufficiale della corte di Cosimo, contribuì alla vivace stagione artistica sviluppata intorno alla corte medicea e finalizzata alla celebrazione del potere di granduca. Come architetto, il suo linguaggio si affinò notevolmente nell'ambiente mediceo, all'insegna di un senso plastico ancora più articolato e di una rinnovata capacità decorativa, come si legge nel progetto di ampliamento di palazzo Pitti, acquistato dai Medici nel 1549-1550. L'architetto, che vi mise mano dal 1560 al 1577, rifece le finestre al piano terra in facciata, ridisegnò gli appartamenti e soprattutto progettò il magnifico cortile (1560-1568), a tre ordini con l'originalissimo uso del bugnato a gradoni, che si inserisce nel complesso come anticipazione e congiungimento all'anfiteatro di Boboli progettato dal Tribolo.
Quale artista di corte lavorò per alcuni importanti personaggi dell'ambito mediceo, costruendo per essi palazzi in cui si riscontra un ritorno alla composta ed elegante tradizione toscana, non senza innesti innovativi ed estrosi e un rinnovo continuo delle forme. Lo dimostrano il palazzo Grifoni (1557-1574), dove creò una vibrante policromia tra i diversi tipi di laterizi e la pietra forte (in parte perduta in lavori successivi), o il palazzo Giugni, considerato tra le sue migliori realizzazioni. Altre opere sono il palazzo Ramirez di Montalvo (1568), il palazzo di Sforza Almeni, la casa del Canto alla Catena e, per attribuzione, i palazzi Mondragone, Pucci e altri.
Pur nella ricchezza delle planimetrie disegnate (disegni pubblicati dal Vodoz), in questi palazzi si riscontra un'impostazione geometrica e salda dei volumi principali, all'insegna della grandiosità, che poi si raccordavano con l'ambiente esterno con logge e bracci porticati, come nello stesso palazzo Pitti e nei progetti più tardi del palazzo mediceo di Seravezza o del palazzo Ducale di Lucca.

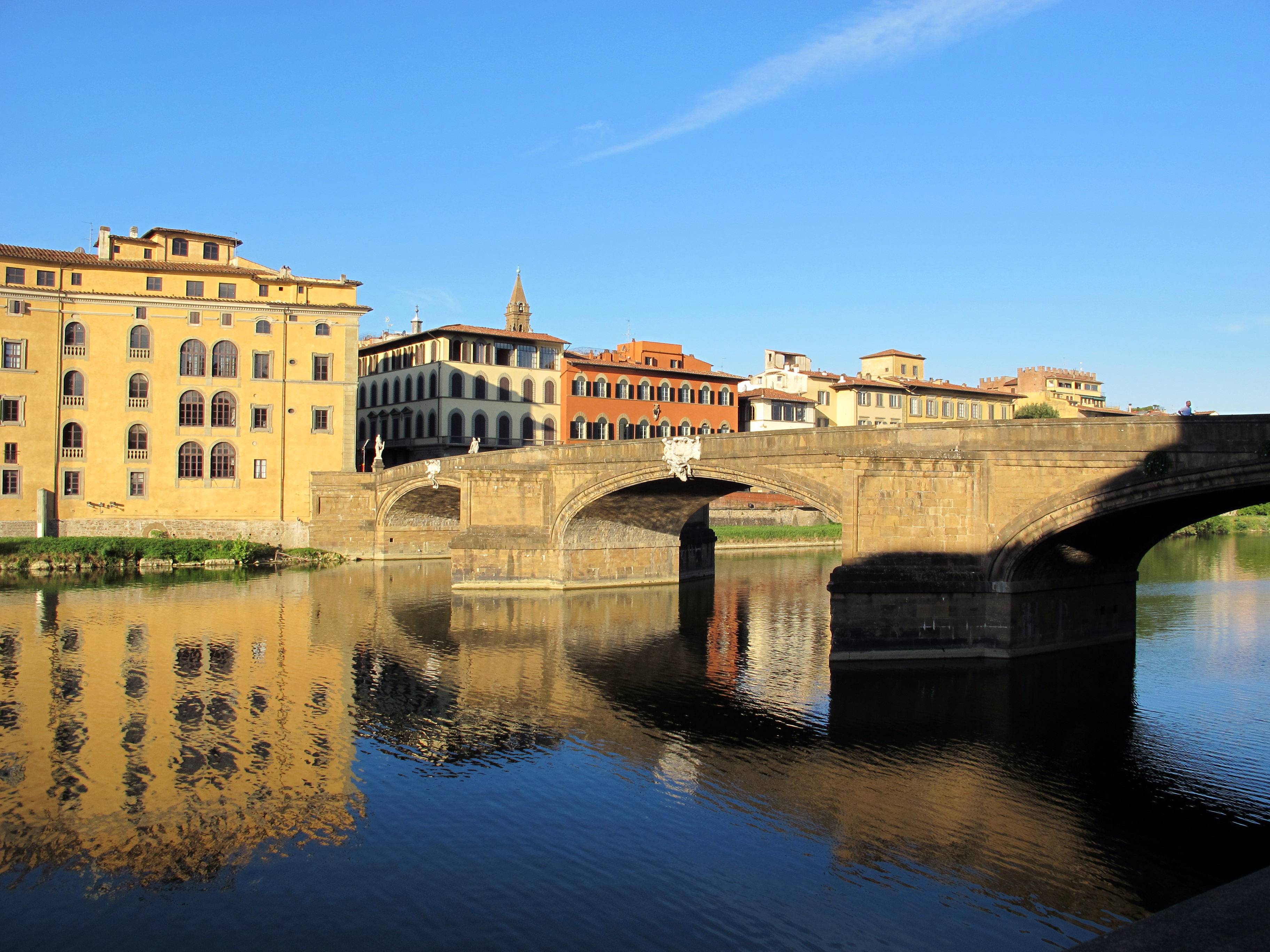
Ponte Santa Trinita

Importante fu poi la ricostruzione del ponte Santa Trinita, travolto da una piena dell'Arno del 1558 e per il quale fu inizialmente interpellato da Roma Michelangelo. Ottenuto poi l'incarico, forse coi disegni del Buonarroti o meno, l'Ammannati vi lavorò tra gli anni 1567-1569, quando il Buonarroti era già scomparso, creando un'opera moderna ma elegantemente inserita nel panorama cittadino, grazie alla curva slanciata delle tre arcate di catenaria, ai massicci piloni dall'angolo però molto acuto e alle vibranti cornici. L'insieme riesce a coniugare un'energica robustezza con la più aerea snellezza, pur nelle forme attuali della fedelissima ricostruzione post-bellica (1958).
All'Ammannati toccò anche completare la Biblioteca Laurenziana, avviata da Michelangelo, in parallelo con Vasari, che completò la Sagrestia Nuova.

### Fama in Italia
Questo periodo di felici realizzazioni portò al crescere della propria fama, che lo fece richiedere anche in altre città. Nel 1572 Gregorio XIII gli commissionò la tomba per il nipote Giovanni Boncompagni nel Camposanto di Pisa, realizzando una statua di Cristo tra le personificazioni della Pace e della Giustizia. A Lucca gli venne richiesta la ricostruzione del palazzo degli Anziani (1577-1581), in cui terminò solo la facciata minore sul cortile degli Svizzeri. A Volterra progettò il cortile della badia dei Santi Giusto e Clemente e palazzo Viti, ad Arezzo la chiesa di Santa Maria in Gradi, e a Seravezza, in alta Versilia, il palazzo Mediceo (1564).
Tornò a Roma a più riprese tra il 1560 e il 1572, progettando il palazzo Mattei Caetani (1564) e il palazzo Ruspoli (avviato nel 1586) e soprattutto il restauro e ampliamento della villa Ricci al Pincio per il cardinale Ferdinando de' Medici, sollecitata fin dal 1570.

### Attività per i Gesuiti

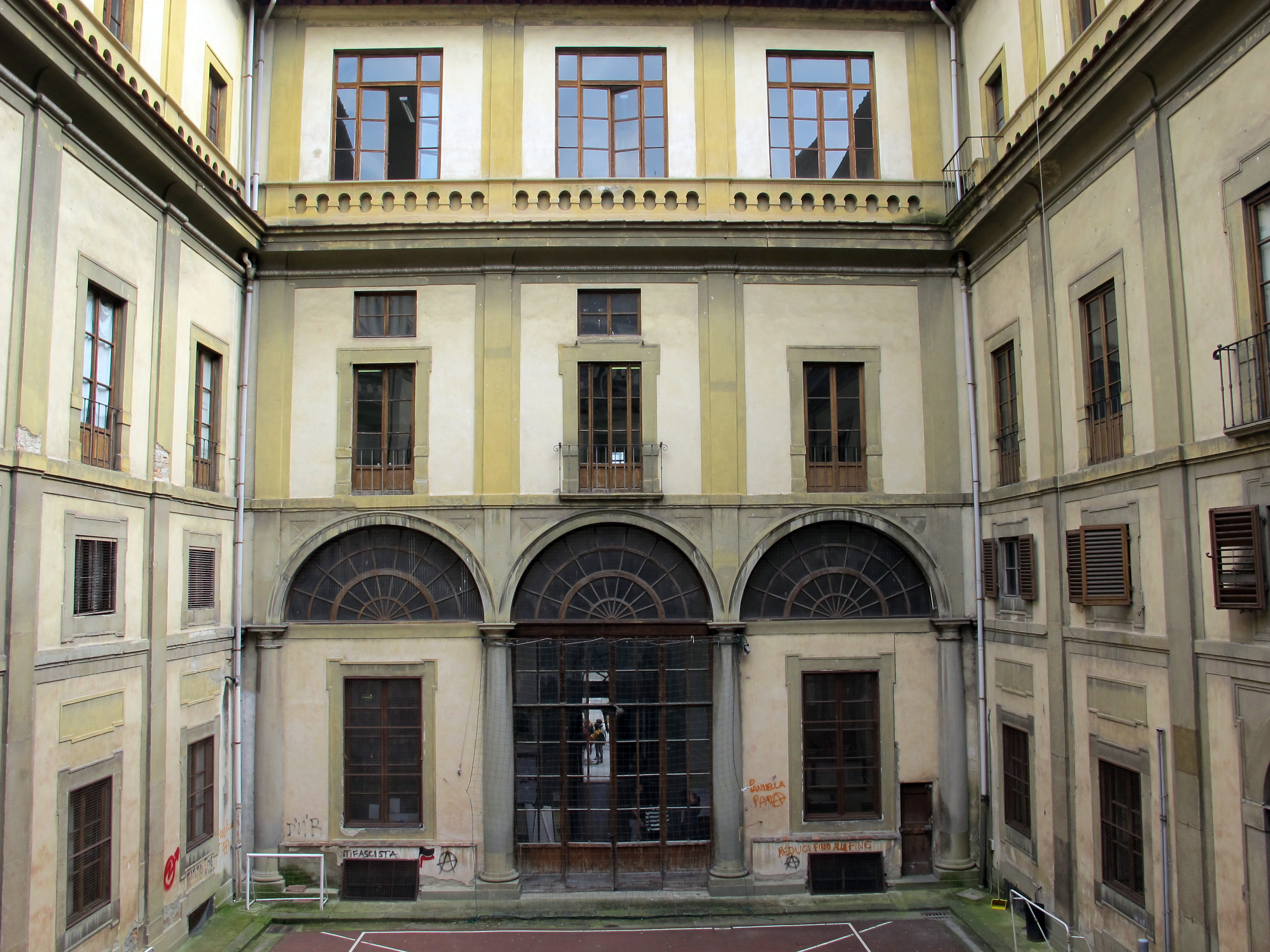
Cortile del collegio gesuita di Firenze

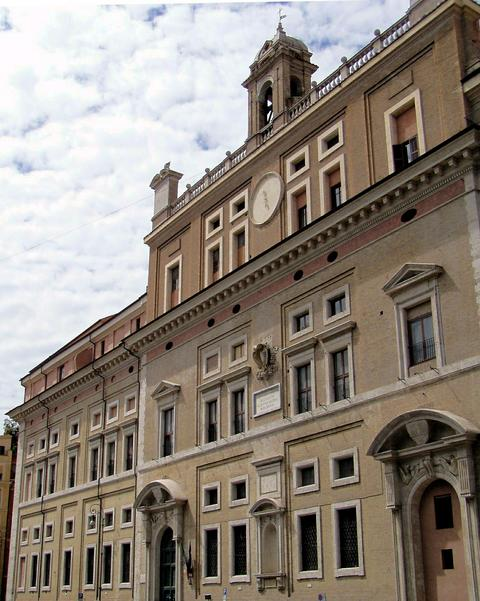
Facciata del Collegio Romano

Dal 1572 sono documentati i primi contatti dell'artista con l'ordine dei Gesuiti, a proposito di un progetto di ampliamento del collegio fiorentino (oggi palazzo degli Scolopi). Nel 1575 e nel 1576 l'Ammannati fu a Roma, dove strinse amicizia con il padre generale dell'ordine Everardo Mercuriano e con padre A. Possevino, forse con l'intermediazione del patrizio fiorentino Ludovico Corbinelli, che si era fatto gesuita nel 1567.
I lavori al collegio fiorentino si avviarono nel 1579 e interessarono anche l'annessa chiesa di San Giovannino. Con l'aiuto del capomastro padre Domenico da Verdina la chiesa, che riecheggiava la chiesa del Gesù a Roma nella struttura a navata unica con cappelle poco profonde e transetto formante la croce latina, venne già aperta al culto a metà dei lavori nel 1581, e ultimata nel 1584, mentre nel 1585 il collegio era pressoché ultimato.
Questi lavori fecero sì che gli venisse chiesto un progetto anche per l'ampliamento del Collegio Romano, approvato da Gregorio XIII e revisionato dal gesuita G. Valeriani. Nonostante ciò l'attribuzione all'architetto di quello che oggi si vede è controversa: la fonte più antica, il Baglione, gli assegnava almeno la facciata e il cortile, mentre il Pirri diede tutto al Valeriani, basandosi sulle ricevute di pagamento e sul necrologio del Valeriani di padre Sebastiano Berettario; su questa stregua e su basi stilistiche, Vodoz e Ghidiglia Quintavalle esclusero l'opera dal catalogo dell'Ammannati, mentre Calvesi tornò sull'attribuzione tradizionale del Baglione.
L'accostamento agli ambienti gesuitici spinse l'artista verso un profondo senso religioso, che comportò anche un ripudio della sua produzione profana giovanile: nella Lettera di Messer Bartholomeo Ammannati Architetto e Scultore fiorentino. Agli ornatissimi Accademici del Disegno (Firenze, presso Bartol. Sermattei, 22 ag. 1582) si distaccava dai nudi mitologici, non consoni ai nuovi principi di austerità religiosa, e in una lettera di qualche anno dopo (1590 circa) chiedeva al granduca Ferdinando I di non fargli più "scolpire o pingere cose ignude".

### Ultimi anni
Chiamato a Roma da Sisto V, per essere consultato circa l'erezione dell'obelisco vaticano (opera affidata poi a Domenico Fontana) e la costruzione della cappella del Presepio in Santa Maria Maggiore, vi arrivò affaticato e malato (Borghini).
Il 25 marzo 1587 fece testamento con la moglie, eleggendo come erede universale il collegio gesuitico fiorentino, non avendo figli. Nel novembre del 1589 perse la consorte, che lo aveva nominato erede usufruttuario. Gli ultimi anni di vita furono dedicati alle opere religiose. Dopo un nuovo testamento datato 19 marzo 1592, spirò il 13 aprile per paralisi, nella sua casa di via della Stufa.
Fu sepolto assieme alla moglie nella chiesa gesuita di San Giovannino a Firenze.
Al Gabinetto dei Disegni e Stampe degli Uffizi a Firenze e in un quaderno nella Biblioteca Riccardiana restano numerosi suoi disegni. Le sue carte, lasciate alla Compagnia di Gesù, sono oggi nell'Archivio di Stato di Firenze.

## Bibliografia

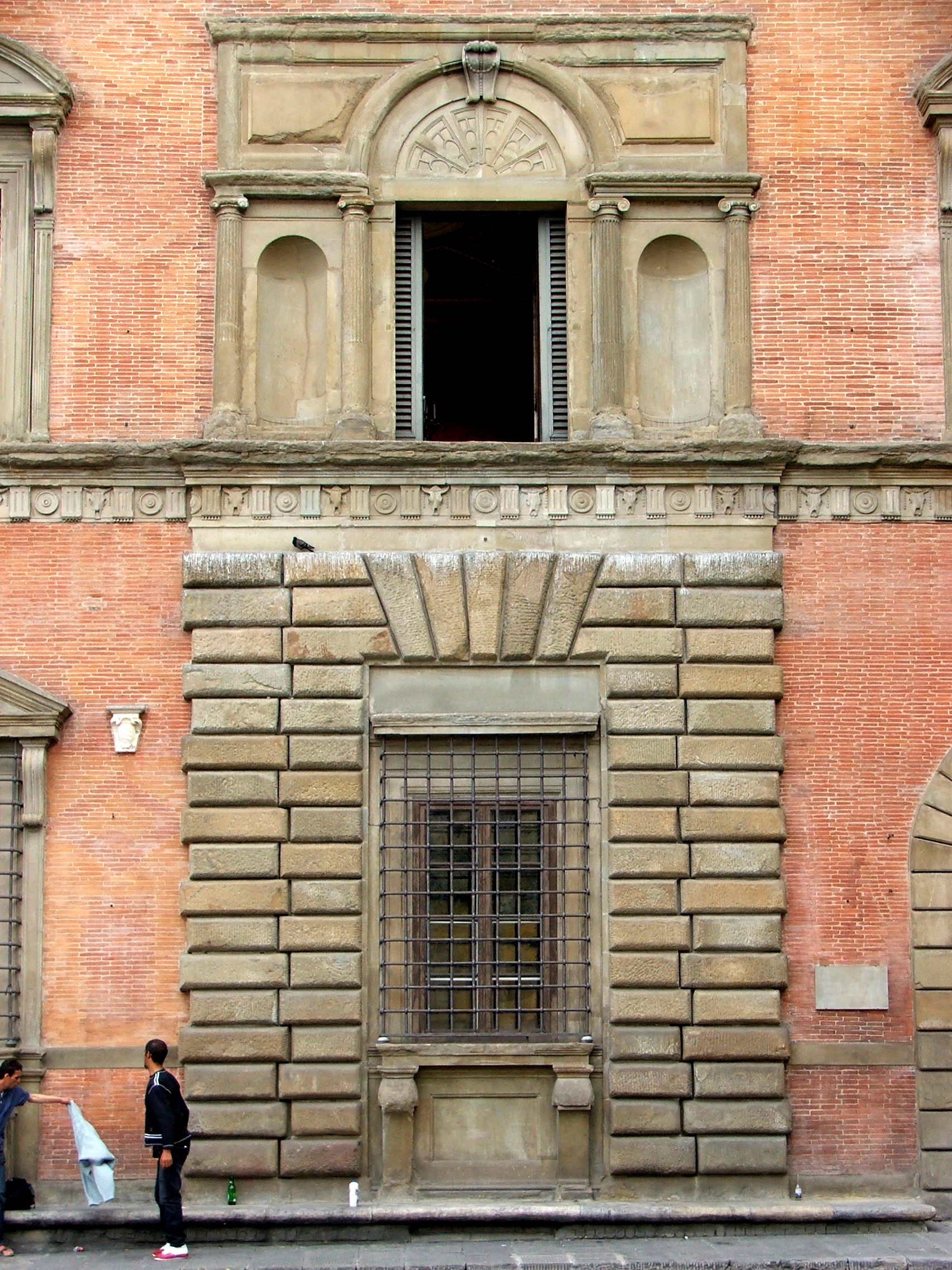
Dettaglio di palazzo Grifoni a Firenze

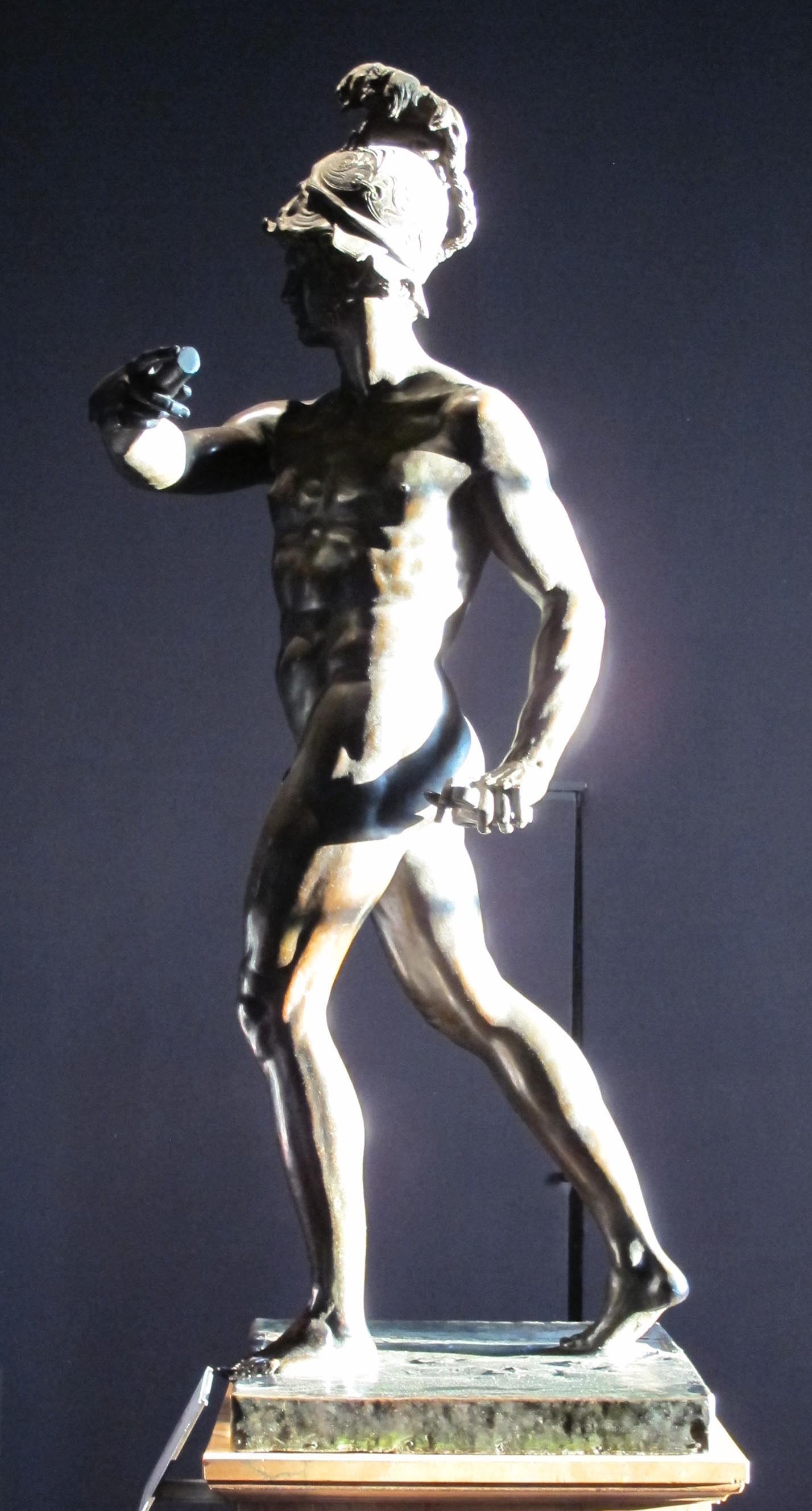
Marte Gradivo agli Uffizi

## Voci correlate

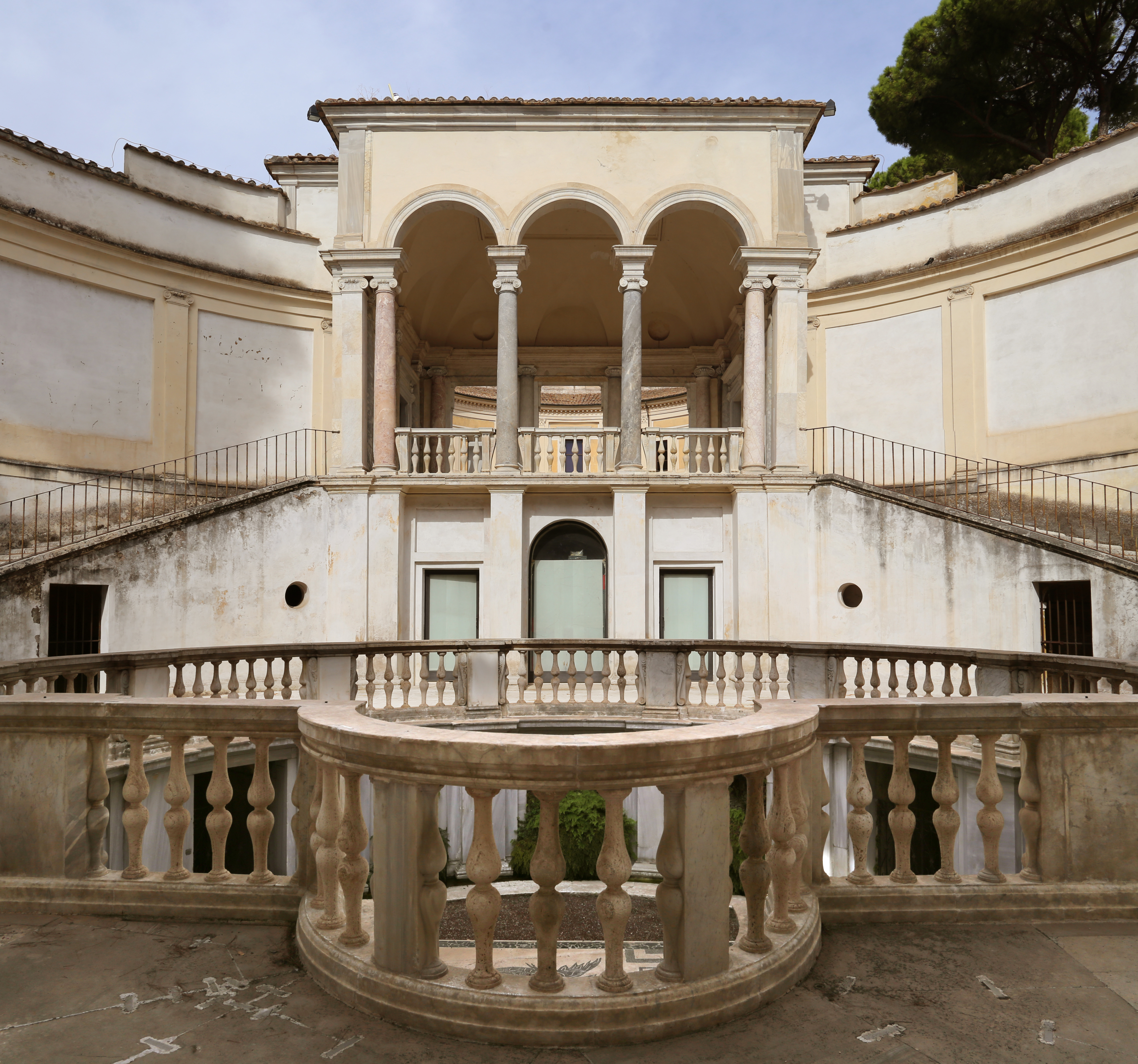
Il ninfeo di Villa Giulia

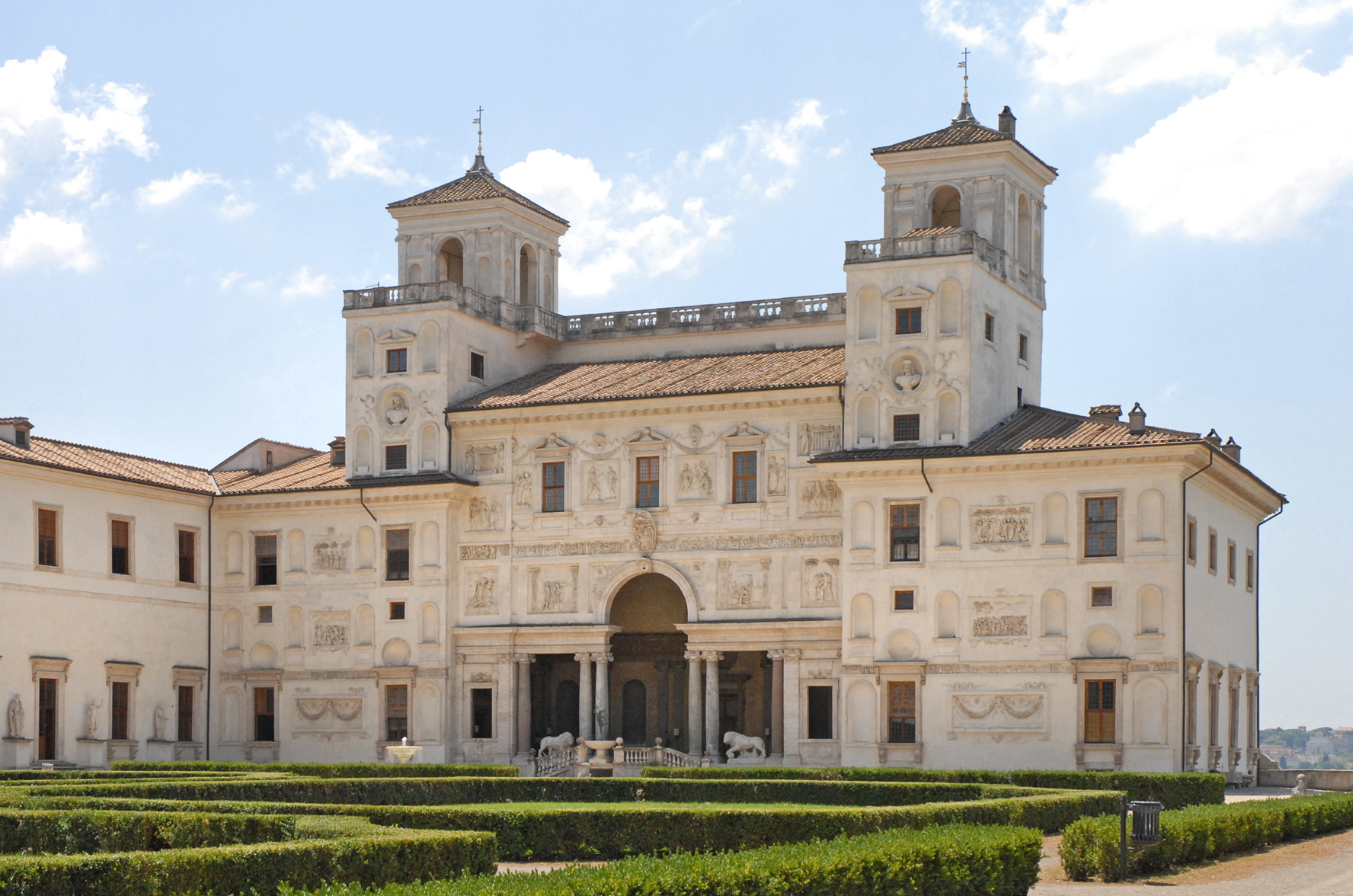
Villa Medici